# Eumops glaucinus
Espèce
Statut de conservation UICN

 LC  : Préoccupation mineure
Eumops glaucinus est une espèce de chauves-souris américaine de la famille des Molossidae.

## Description
Eumops glaucinus est une chauves-souris-dogue de taille moyenne, mais sa taille varie selon son aire de répartition. Il mesure environ 25 centimètres de long. L'envergure est d'environ 41 à 47 cm et la longueur d'avant-bras de 61 mm. Les ailes sont parmi les plus étroites chez les autres chauves-souris-dogue. Les ailes sont adaptées au vol rapide sur de longues distances, en particulier dans les zones ouvertes. Elle a du mal à manœuvrer dans un petit espace en raison de son vol rapide et de sa taille relativement grande.
Le poids diffère aussi d'une région à l'autre. Elle pèse entre 30 et 47 grammes, les femelles gestantes étant parfois plus lourdes. Le mâle est généralement plus gros que la femelle. À Cuba, le poids moyen des mâles est de 36,6 g, celui des femelles est de 37,3 g, au Mexique les mâles pèsent 35,9 g et les femelles pèsent 34,4 g, au Venezuela, le poids moyen des mâles est de 33,8 g et celui des femelles de 32,5 g.
L'espèce a un pelage court et brillant de poils bicolores plus clairs à la base, et la couleur générale du pelage peut être noire, brune, grisâtre ou cannelle. Les parties inférieures sont plus ternes et plus claires.
La chauve-souris a un long museau. Elle n'a pas d'appendice nasal en forme de feuille et de lèvre supérieure saillante, mais a une protubérance au-dessus de l'œil. Elle a un tragus plus large et une tête plus longue et proportionnellement plus large. Les oreilles mesurent environ 2 cm de long et sont plus larges que longues. Elles forment un bonnet.
Le mâle a une glande gulo-thoracique qui donne une odeur musquée à la fonction inconnue, peut-être pour marquer les femelles ou le territoire.

## Répartition

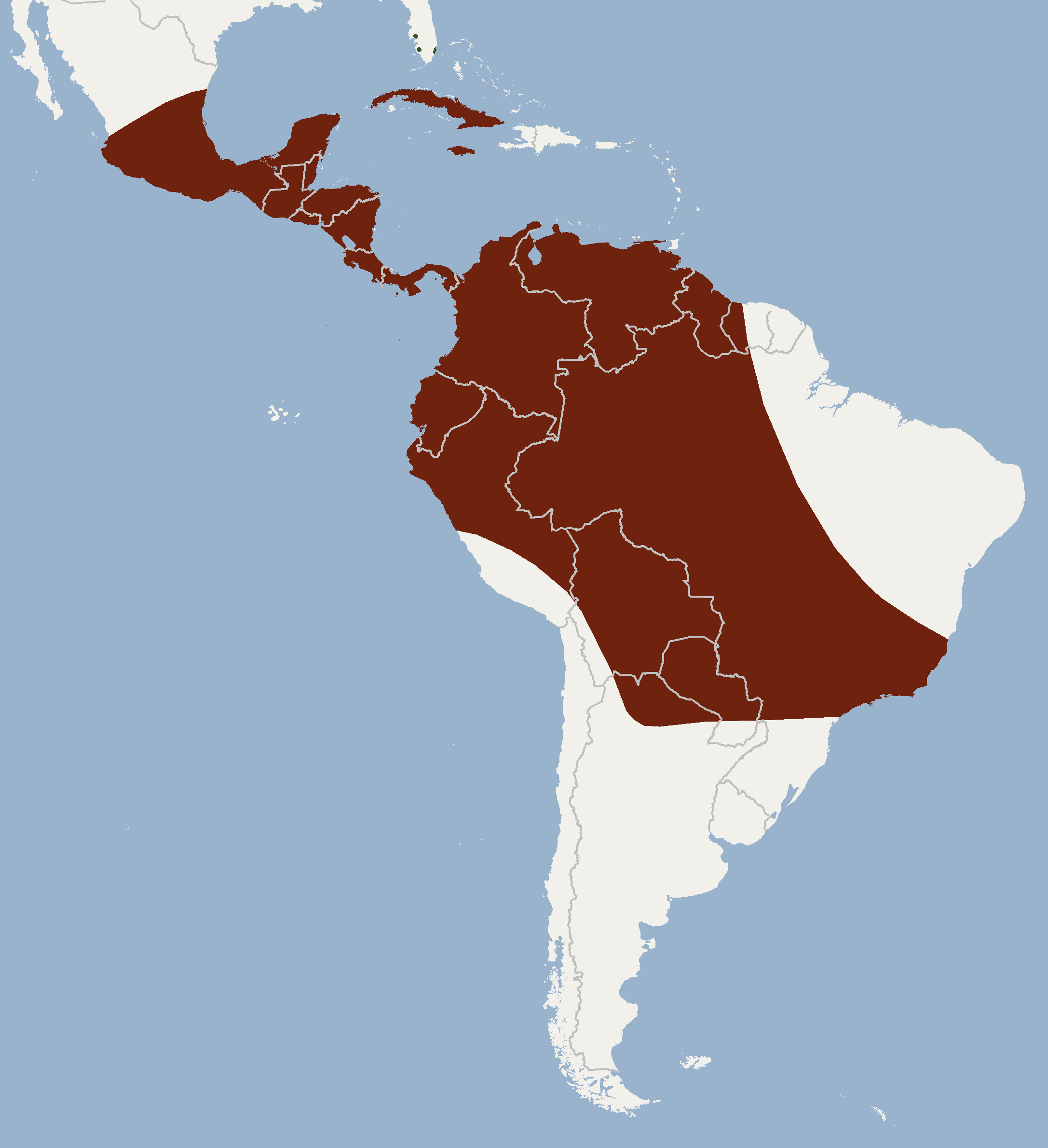
Aire de répartition d’Eumops glaucinus.

Eumops glaucinus est présent du centre du Mexique au Pérou, en Bolivie, au Paraguay, au nord de l'Argentine et au sud du Brésil, à Cuba, en Jamaïque.

## Comportement

### Alimentation
Eumops glaucinus est nocturne et se nourrit principalement d'insectes, notamment de coléoptères, de diptères, d'hémiptère, d'orthoptères et de papillons de nuit. Son cri peut également être entendu par l'oreille humaine. Cette espèce vole haut dans les airs, rarement près du sol, et peut décoller des surfaces horizontales. Elle vole rapidement, généralement en ligne droite, écholocalisant et colportant pour attraper des insectes.
En captivité, elle accepte un régime à base de bœuf haché cru supplémenté en vitamines.

### Habitation
La chauve-souris est commune dans les habitats forestiers subtropicaux et tropicaux, mais elle est souvent signalée vivant dans les zones urbaines, y compris les grandes villes. Elle semble être attirée par la chaleur des toitures métalliques. On la trouve également dans les déserts, les marécages et les chaparrals.
Pendant la journée, elle se cache généralement dans les bâtiments, dans les auvents des arbres et dans les cavités des troncs, y compris les nids de pics abandonnés. Il fut observé dans le palmier royal, Calycophyllum candidissimum (es), Bursera simaruba et Copernicia gigas.
Les groupes sont souvent petits et se composent généralement d'un mâle et de plusieurs femelles.
Eumops glaucinus partage parfois les cachettes avec le molosse commun, Molossus rufus, Nyctinomops laticaudatus, Mormopterus minutus et le Glossophage de Pallas.

### Prédation
Les prédateurs connus sont la Crécerelle d'Amérique et diverses espèces de Strigiformes. La chauve-souris a tendance à ne pas fuir lorsqu'elle est menacée, mais produit un cri fort et aigu.

### Reproduction
L'espèce a plusieurs œstrus dans l'année. Un seul petit naît par portée.

## Fossile
L'origine d’Eumops glaucinus se trouve dans le Blancan (en) du Pliocène il y a environ 3,3 millions d'années.